# El Vendrell (Tona)
El Vendrell és una masia neoclàssica de Tona (Osona) inclosa a l'Inventari del Patrimoni Arquitectònic de Catalunya.

## Descripció
Gran casal cobert amb teulada a dues vessants i aiguavés a la façana principal. Es distingeixen dos cossos: la casa i un cos de galeries molt més alt.
L'edifici té forma allargada i és de destacar l'arc dovellat de la façana principal, mig estroncat per un gran finestral que hi té al damunt. A banda i banda hi ha dos balcons i altres obertures de pedra treballada. A la casa d'esquena a la carretera s'hi accedeix per una gran lliça.

### Galeria amb elements barrocs
Es tracta d'una gran galeria adossada a la part esquerra de l'edifici principal. Té quatre columnes de forma geomètrica que conformen compartiments amb doble arc de mig punt units per motius abarrocats. Dels cinc compartiments, el central uneix els dos arcs formant un escut.

## Història
Mas propi del segle xviii, així com una capella dedicada a Sant Ramon, renovada i de poc interès artístic, que es troba darrere la casa.
Com a remarcable des del punt de vista artístic hi ha la galeria i un pou, barrocs.
Sembla que fou edificada a mitjan segle xviii, ja que en una llinda interior de l'entrada trobem la data de 1776 i, a la façana, la inscripció: "Ramon Vendrell - 1_58".